# Периволи (дем Гревена)
Вижте пояснителната страница за други значения на Периволи.
Периволи (на гръцки: Περιβόλι, катаревуса: Περιβόλιον, Периволион, на румънски: Perivoli) е село в Гърция, част от дем Гревена, административна област Западна Македония. Селото има традиционно влашко население.

## География
Селото е разположено на 1280 m надморска височина, на около 50 km югозападно от град Гревена в Северен Пинд и на 6 km южно от Авдела. Южният край на землището на Периволи влиза в Националния парк „Пинд“.

## История

### В Османската империя
Основна забележителност на Периволи е поствизантийският храм „Свети Николай“, разположен извън селото по пътя към Гревена. Църквата „Свети Георги“ е от XVIII век.
„Неоспоримъ фактъ е, че, откато се е отстѫпила Тесалия на Гърцитѣ, тѣзи лѣтни села отъ година на година все се намаляватъ по численностьта на жителитѣ си... Въ Периволи е още по-лошо: отъ 500 фамилии сѫ останали само 200...
Периволи е отдалечено отъ Авдела не повече отъ 3 клм. въ права линия, но за да отидемъ въ него употрѣбихме един добъръ часъ пѫтувание, защото пѫтьтъ бѣ мѫчно проходимъ. Това село лежи още по-високо отъ Авдела и постройкитѣ му сѫ пръснати... И тукъ, както и въ Авдела, националната партия е по-силна отъ гръцката, па и по-заможнитѣ сѫ проникнати отъ цъвтящето национално чувство...
Перволиатитѣ (жителитѣ отъ Периволи) сѫ хора калени и се занимаватъ главно съ овчарство. За да иматъ повече планини съ паша, разтурили сѫ много околни малки аромѫнски села, които лежаха по съсѣднитѣ височини, и прогонили жителитѣ имъ. По тозъ начинъ общината, която стана много голѣма, достигна не само едно добро благосъстояние, но спечели и едно добро име, което даже и самитѣ мухамедане твърдѣ почитаха. Тя бѣше освѣнъ туй свободна съвършенно и отъ данъци, както повечето аромѫнски капитанати изъ Пиндъ планина. Па не стига туй, но ако единъ мухамеданецъ искаше да мине прѣзъ селото, пѫтувайки отъ Македония по лѣтния пѫть къмъ Янина за Епиръ, той трѣбваше да свали подковитѣ на коня си. Единъ пѫть е билъ спрѣнъ и прочутия Али-паша да се подчини на обичая, но затова пъкъ той се заклелъ да си отмъсти. Той се върналъ назадъ съ много войска, съсипалъ селото, поради което много жители се видѣли принудени да се изселятъ въ Тесалия, на общината билъ наложенъ и данъкъ, но твърдѣ незначителенъ.
За сега данъка е доста значителенъ, 700 лири годишно, а пъкъ както спомѣнахъ по-горѣ, числото на жителитѣ не е повече отъ 200 фамилии.
Щомъ подкачи да се разширява крѫгътъ на националното движение измежду аромѫнетѣ, попътъ, при когото бѣхъ слѣзълъ, поиска да пѣе въ църквата на аромѫнски, но понеже владиката му забрани, то той се прѣсели въ лоното на католическата църква, отъ която имаше вече мисия въ Битоля, дѣто и той самъ се прѣсели. Като се завърна въ Периволи бидѣ повиканъ въ Гребена да даде отчетъ прѣдъ сѫда. Той се яви тамъ безъ страхъ, но го хванаха и прѣдадоха на владиката. Този послѣдния го е изпратилъ въ манастиря св. Дионисий, при Забърда на Бистрица, и тукъ е стоялъ три мѣсеца като затворникъ, извършвалъ най-долни работи като слуга и получавалъ най-лоша храна. Заплашвали сѫ го даже и съ смърть (билъ е държанъ три дни въ една щерня), ако не припознае авторитета на патриарха. Най-послѣ сполучилъ да изпрати едно писмо до пашата въ Сервия и посрѣдствомъ неговото съдѣйствие и онова на австрийския консулъ въ Битоля, той билъ освободенъ. Върналъ се безъ страхъ въ селото си и челъ евангелието на аромѫнски езикъ, безъ да се бои отъ владиката, но само малка часть отъ съселенитѣ му сѫ го послѣдвали. Тази е единственната отъ аромѫнскитѣ общини, която признава папата, а въ Охрида аромѫнската община е единственната, която признава за свой духовенъ глава българския екзархъ, а не патриарха.“
Към 1900 година според статистиката на Васил Кънчов („Македония. Етнография и статистика“) Периволи (Пириволи) брои 1800 жители власи.
На Етнографската карта на Битолския вилает на Картографския институт в София от 1901 година Периволион (Периволия) е чисто влашко село в Гревенската каза на Серфидженския санджак с 300 къщи.
Според статистика на Серфидженския санджак на гръцкото консулство в Еласона от 1904 година в Периволи (Περιβόλι), Гревенска каза, живеят 850 гърци влахофони, от които 85 румънеещи се.
Към 1912 година в Периволи действа четата на капитан Йорко Чокардани.

### В Гърция
През Балканската война в 1912 година в селото влизат гръцки части и след Междусъюзническата в 1913 година Периволи влиза в състава на Кралство Гърция. Преброяването от 1920 година показва само 21 души, тъй като е проведено през декември, когато населението е в Тесалия.
Селото пострадва силно от Втората световна и от последвалата Гражданска война. Огромна част от населението му емигрира в големите градове и отвъд океана.
| Име            | Име             | Ново име       | Ново име       | Описание                                    |
| -------------- | --------------- | -------------- | -------------- | ------------------------------------------- |
| Пипинги        | Πιπίγκι         | Гукомисиос     | Γκουκομίσιος   | връх ЮИ от Периволи                         |
| Горция         | Γκορτσιά        | Ахладия        | Αχλαδιά        | местност ЮИ от Периволи и от СИ Микроливадо |
| Приони бей     | Πριόνι Μπέη     | Идроприоно     | Ὑδροπρίονο     | местност ЮИ от Периволи                     |
| Караули Тоска  | Καραούλι Τόσκα  | Скопия Тоска   | Σκοπιά Τόσκα   | връх ЮИ от Периволи                         |
| Тамбури Зяка   | Ταμπούρι Ζιάκα  | Охиро Зяка     | Όχυρό Ζιάκα    | връх (1882 m) ЮЗ от Периволи                |
| Валия          | Βάλια           | Рема           | Ρέμα           |                                             |
| Валия Калда    | Βάλια Κάλντα    | Потамаки Зесто | Ποταμάκι Ζεστό | долина Ю от Периволи                        |
| Панде Коскини  | Πάντε Κοσκίνη   | Агатопос       | Ἀγκαθότοπος    | връх (1924 m) Ю от Периволи                 |
| Байтани        | Μπαϊτάνι        | Катарактис     | Καταρράκτης    |                                             |
| Бандефурлей    | Μπαντεφούρλεϊ   | Клефтополемос  | Κλεφτοπόλεμος  | връх З от Периволи                          |
| Фринговимто    | Φριγκοβίτμο     | Циеуканданас   | Τσιεουκαντάνας | връх (1664 m) З от Периволи                 |
| Джами          | Τζαμί           | Теменос        | Τέμενος        | местност И от Периволи и СЗ от Монахити     |
| Буцин          | Μπούτσιν        | Куцура         | Κούτσουρα      | връх (1678 m) Ю от Периволи                 |
| Плицинда       | Πλυτούντα       | Сяманикос      | Σιαμανΐκος     | връх (1750 m) Ю от Периволи                 |
| Пандаспина     | Παντασπούν      | Педияс Спану   | Πεδιάς Σπανού  | връх в Пинд (1870 m), ЮИ от Периволи        |
| Пандамари      | Πανταμάρι       | Мегали Педияс  | Μεγάλη Πεδιάς  | местност И от Периволи                      |
| Амиридзло Грос | Ἀμιρίτζλο Γκρός |                | Ἴσκιος Παχύς   | връх ЮИ от Периволи                         |
| Сатния         | Σατνιά          | Сандина        | Σαντίνα        |                                             |
| Голеци         | Γκολέτσι        | Гимно          | Γυμνό          |                                             |

| Година    | 1913 | 1920 | 1928 | 1940 | 1951 | 1961 | 1971 | 1981 | 1991 | 2001 | 2011 | 2021 |
| --------- | ---- | ---- | ---- | ---- | ---- | ---- | ---- | ---- | ---- | ---- | ---- | ---- |
| Население | 2354 | 21   | 164  | 699  | 26   | 15   | 5    | 165  | 312  | 454  | 21   | 93   |

## Личности
Родени в Периволи
- Георге Пердики (1913 – 1966), арумънски писател
- Джордже Марку (1913 – 1984), румънски композитор, диригент и певец
- Думитру Константинеску (1848 – ?), румънски духовник
- Зисис Вракас, гръцки андартски капитан
- Йорко Чокардани (? – 1918), гръцки андартски капитан
- Кутули Калоир (1921-1943), арумънски поет
- Константин Скрима (1918 – 1983), арумънски писател
- Наки Апостолина, български революционер от ВМОРО, четник на Александър Кошка[18]
- Наку Скрима (1890 – 1941, Хунедоара), арумънски поет, завършва Битолския румънски лицей и Политехническия университет в Букурещ, публикуван от Христу Къндровяну в 1985 г.[19][20]
- Миха Фуска, български революционер от ВМОРО, четник на Александър Кошка[18]
- Стерьо Ниди, български революционер от ВМОРО, четник на Александър Кошка[18]
- Сулис Самарас (Σούλης Σαμαράς), гръцки андартски деец, четник[21]
- отец Теодор Куша (Theodor Cuşa) и Кушин Папатеодору (Cuşin Papatheodoru), борци за румънската кауза, убити[22]
- Щерьо Апостолина, арумънски революционер

Други
- Зои Папазиси-Папатеодору (р. 1950), арумънска фолклористка, по произход от Периволи